# بيتر هيذر
بيتر هيذر (بالإنجليزية: Peter Heather)‏ هو مختص في الدراسات القروسطية ‏ ومؤرخ بريطاني، ولد في 8 يونيو 1960 في أيرلندا الشمالية في المملكة المتحدة.